# Pamětní medaile Jeho Veličenstva krále
Pamětní medaile Jeho Veličenstva krále (norsky H.M. Kongens erindringsmedalje) je norské vyznamenání. Založena byla roku 1906 králem Haakonem VII. a je udílena pouze výjimečně občanům Norska i cizím státním příslušníkům.

## Historie a pravidla udílení
Medaili založil roku 1906 vládnoucí norský král Haakon VII. Udílena je jednotlivcům za mimořádné služby panovníkovi. Udílena je také při státních návštěvách a v souvislosti s cestami krále do zahraničí. S medailí je udíleno také osvědčení o udělení vyznamenání. Medaile je majetkem příjemce a po jeho smrti náleží jeho dědicům. Nelze ji však udělit posmrtně.
Zlatá medaile se v hierarchii norských vyznamenání nachází za Antarktickou medailí a před Medailí stého výročí královské rodiny. Stříbrná medaile se nachází před Jubilejní medailí krále Haralda V. 1991–2016 a za Služební medailí obrany.
Speciální edice této medaile byla udělena příslušníkům Kompani Linge, jež sloužili jako osobní strážci královské rodiny během osvobozování Norska a při návratu norského krále do vlasti v roce 1945. Osmnáct osob obdrželo tuto medaili se stuhou s nápisem 1940–1945. Tato vyznamenání byla předána během slavnostního ceremoniálu dne 19. srpna 1946.

## Třídy
Medaile je udílena ve dvou třídách:
- zlatá medaile
- stříbrná medaile

## Popis medaile
Medaile kulatého tvaru o průměru 22 mm je buď zlatá, nebo stříbrná. Na přední straně je podobizna vládnoucího norského panovníka. Kolem podobizny je panovníkovo jméno a heslo. V případě Haralda V. tento nápis zní HARALD V NORGES KONGE v horní části medaile a ALT FOR NORGE ve spodní části. Na zadní straně je královský monogram vyobrazeného monarchy. Medaile je převýšena královskou korunou. Původní vzhled medaile byl navržen rytcem Ivarem Throndsenem. Autorem verze s portrétem krále Olafa V. je rytec Øivind Hansen, který ji navrhl v roce 1958.
Stuha je červená. Medaile se nosí nalevo na hrudi.